# Nicole Morales Claure
Nicole Alejandra Morales Claure (geboren am 5. August 1998 in Santa Cruz de la Sierra) ist eine spanisch-bolivianische Handballspielerin, die auf der Position Torwart eingesetzt wird.

## Vereinskarriere
Morales begann ihre Handballkarriere bei KH-7 BM Granollers und wechselte zur Saison 2018/2019 im Alter von 19 Jahren zu atticgo Balonmano Elche.
Mit dem Team aus Elche nahm sie am EHF European Cup teil. Im Jahr 2024 gewann sie diesen Wettbewerb.

## Auswahlmannschaften
Sie spielte erstmals am 10. März 2017 in einer spanischen Auswahlmannschaft. Für die spanischen Juniorinnen bestritt sie von März bis August 2017 insgesamt 15 Spiele. Mit der Auswahl nahm sie an der U-17-Europameisterschaft 2017 teil.
Für die spanische Nationalmannschaft lief sie erstmals am 27. Juli 2023 auf. Mit der Auswahl nahm sie an der Europameisterschaft 2024 teil.